# Francesco di Antonio di Bartolomeo
Francesco di Antonio di Bartolomeo (Firenze, 1393/1394 – Firenze, post 1433) è stato un pittore italiano.

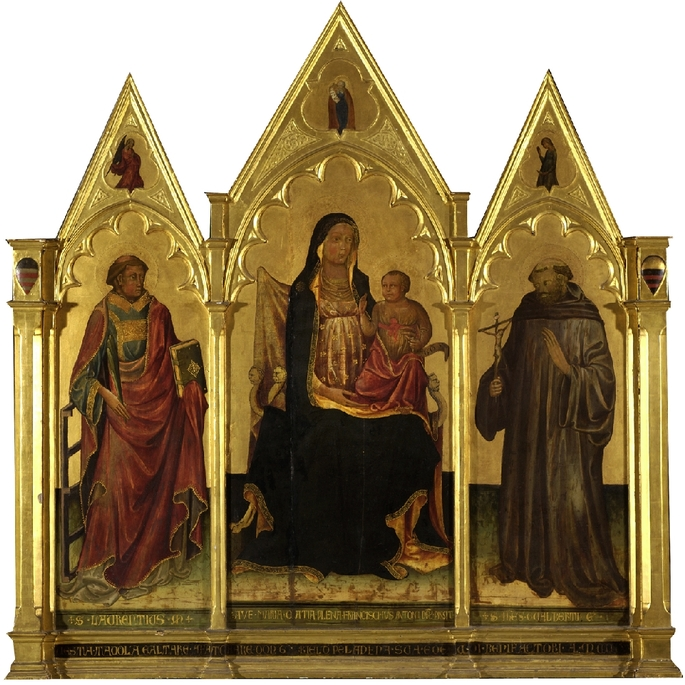
Trittico al Fitzwilliam Museum

Potrebbe essere quel "Francesco Fiorentino" citato dal Vasari come allievo di Lorenzo Monaco. È chiamato così per distinguerlo dal miniatore Francesco di Antonio del Chierico.